# Where Have All the Flowers Gone?
Where Have All the Flowers Gone? est une chanson composée et écrite en 1955 par le musicien folk américain Pete Seeger. Son texte a été complété plus tard par Joe Hickerson (en), qui en a fait un hymne pacifiste universel, bientôt repris par les principaux groupes vocaux américains et popularisé en Europe par Marlene Dietrich.

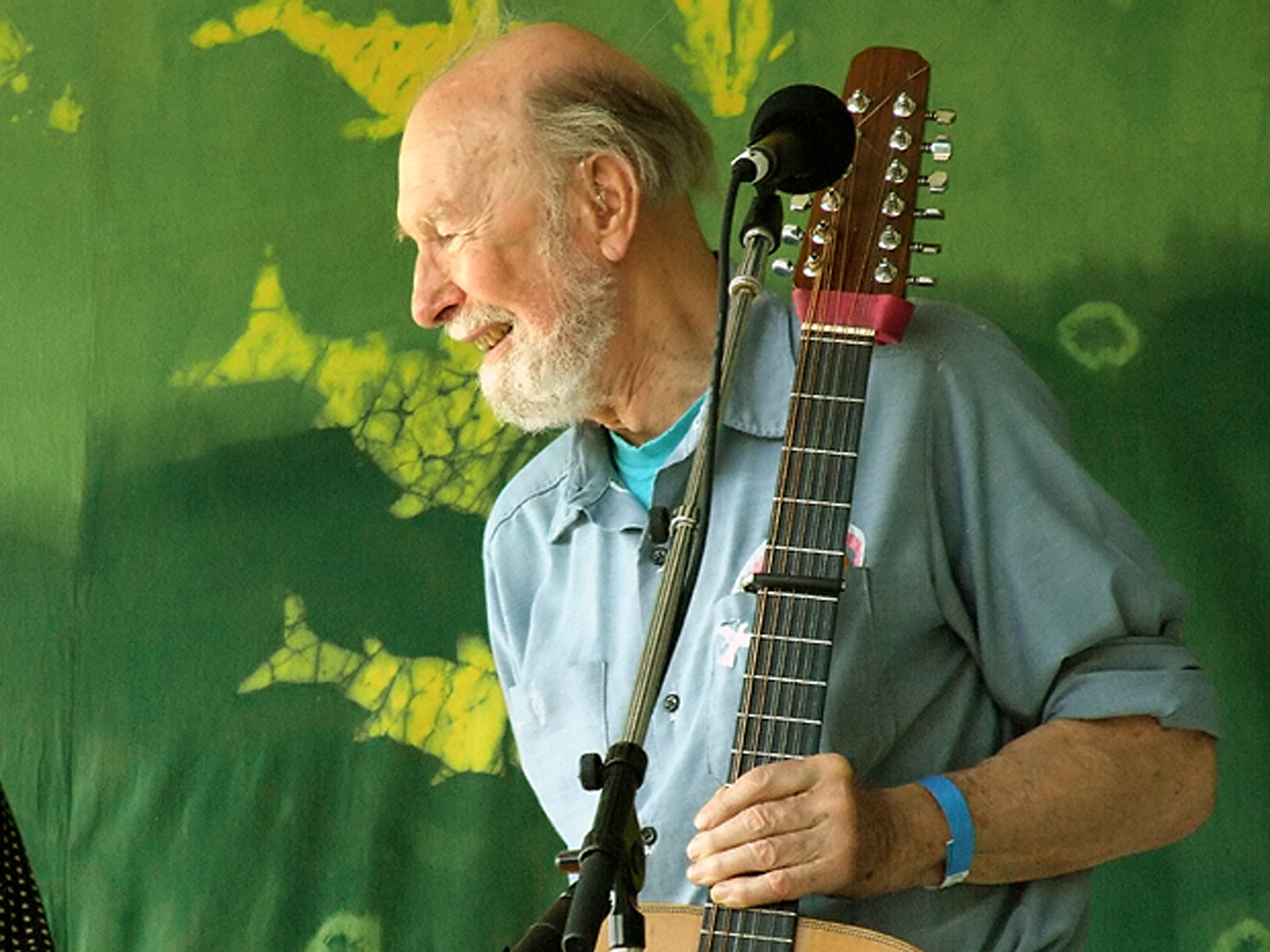
Pete Seeger, auteur et compositeur de Where Have All the Flowers Gone?.

Cette chanson, certainement la plus célèbre de Pete Seeger avec If I Had a Hammer, a connu un immense succès dans les années 1960 grâce à sa limpide mélodie élégiaque, mais aussi, à l'époque de la Guerre du Vietnam, en raison de sa dénonciation des massacres auxquels donnent lieu les conflits armés. Elle a vite pris figure de classique intemporel, a été reprise par une foule d'artistes du monde entier et déclinée dans un grand nombre de langues.
En 2010, le magazine britannique New Statesman a classé Where Have All the Flowers Gone? parmi les « 20 plus grandes chansons politiques », un palmarès où elle côtoie rien moins que La Marseillaise,  Won't Get Fooled Again (des Who) et L'Internationale.

## Naissance d'un classique
Pete Seeger raconte qu'un jour d'octobre 1955, à bord d'un avion en route vers l'Ohio où il devait donner un spectacle à l'Oberlin College, il avait retrouvé dans ses notes une ébauche de chanson : « Où sont les fleurs, les filles les ont cueillies — où sont les filles, elles ont toutes pris des maris — où sont les hommes, ils sont tous à l'armée »

### La source russe
Ces lignes lui avaient été inspirées par Koloda Douda, une comptine russe en forme de questions et réponses enchaînées appartenant au folklore cosaque (elle est citée dans le roman de Cholokhov Le Don paisible (1934) que Seeger avait lu un an ou deux plus tôt), en particulier les lignes suivantes :
| А где ж гуси? В камыш ушли. А где ж камыш? Девки выжали. А где ж девки? Девки замуж ушли. А где ж казаки? На войну пошли. | Et où sont les oies ? Parties dans les joncs. Et où sont les joncs ? Les filles les ont coupés. Et où sont les filles ? Mariées avec leurs hommes. Et où sont leurs Cosaques ? Partis à la guerre. |

### Trois, puis cinq (ou six) strophes
Sur cette base, Pete Seeger a l'idée d'ajouter des évocations répétitives sur le temps qui passe (« "Long time passing", voilà trois mots vraiment chantants »), ce qui donne la version initiale de la chanson, relevant typiquement de la rhétorique ubi sunt (les éléments récurrents sont donnés en italique) : 
| Where have all the flowers gone Long time passing? Where have all the flowers gone Long time ago? Where have all the flowers gone — The girls have picked them everyone. Oh when will you ever learn? (bis) Where have all the young girls gone? — They've taken husbands everyone. Where have all the young men gone? —They're all in uniform. | Où sont allées toutes les fleurs Après si longtemps ? Où sont allées toutes les fleurs Il y a longtemps ? Où sont allées toutes les fleurs ? — Les filles les ont toutes cueillies Quand le saurez-vous jamais ? (bis) Où sont allées toutes les jeunes filles ? — Elles ont toutes pris des maris. Où sont allés tous les jeunes hommes ? — Ils sont tous en uniforme. |

Pete Seeger affirme avoir vite laissé tomber cette chanson, qu'il jugeait comme « une de plus plutôt ratée ». Le premier enregistrement n'a été publié qu'en juillet 1960, dans une version a cappella se bornant aux trois strophes ci-dessus, sur le disque 33 tours The Rainbow Quest (Folkways LP FA 2454).
Mais c'est à la même époque que le spécialiste de la musique folk américaine Joe Hickerson s'y intéresse, et ajoute deux nouvelles strophes :
| Where have all the soldiers gone — Gone to graveyards everyone. Where have all the graveyards gone — Gone to flowers everyone. | Où sont allés tous les soldats ? — Tous partis au cimetière. Où sont allés tous les cimetières ? — Tous transformés en fleurs. |

Cette adjonction permet d'enchaîner sur la première strophe et donne à la chanson une structure cyclique, mais surtout, avec l'évocation des cimetières, elle lui imprime une tonalité sombre et poignante. Au lieu d'être une simple complainte nostalgique sur la jeunesse évanouie, Where Have All the Flowers Gone? va devenir un immortel chant de protestation contre les hécatombes guerrières.

## Un succès planétaire
La chanson, dans sa version complète et avec des paroles très légèrement modifiées, est reprise une première fois par le populaire groupe californien The Kingston Trio, qui l'enregistre sur un single sorti le 18 décembre 1961 et l'inclut sur l'album College Concert édité en février 1962. Croyant de bonne foi avoir arrangé un air traditionnel, ils en auraient dans un premier temps revendiqué la paternité, avant que Pete Seeger leur fasse savoir qu'il en est l'auteur. L'album arrive en n° 3 au Billboard.
La chanson est désormais lancée, entre au répertoire des principaux groupes folk américains. Peter, Paul & Mary livrent leur version en mai 1962, les Brothers Four font de même en 1964. Des artistes britanniques s'en emparent, comme les Searchers en 1963.
Dès juillet 1962, Marlene Dietrich sort en disque 45 tours une version en français. Le 6 octobre suivant, lors d'un gala de l'UNICEF à Düsseldorf, elle présente une version en allemand (sur un texte adapté par Max Colpet) qui sera plus tard reprise par Lolita (1963), Nana Mouskouri (1978), Hildegarde Knef (1993). Dans un entretien accordé en 2005, Pete Seeger déclare que cette version allemande (Sag mir, wo die Blumen sind) « sonne mieux que la mienne anglaise ».
Au cours des années suivantes vont apparaître des versions en néerlandais, suédois, italien etc., tandis que des dizaines de groupes et chanteurs anglo-américains livrent leurs interprétations. Where Have All the Flowers Gone? devient un hymne universel, que chantent des artistes relevant aussi bien du folk (Joan Baez) que du rock (Roy Orbison, Johnny Rivers), de la musique country (Eddie Arnold, Dolly Parton), de la variété populaire (Vera Lynn, Bobby Darin), mais aussi du folklore irlandais (Tommy Sands) voire antillais (Harry Belafonte), et même de l'avant-garde « indus » allemande (comme Einstürzende Neubauten en 2014).

### Adaptations en français
La version française créée par Marlene Dietrich et intitulée Où vont les fleurs repose sur un texte de René Rouzaud et Francis Lemarque. Elle sera reprise notamment par Jean-Jacques Debout (septembre 1962) et Eva en 1967. Bien plus tard, elle va être interprétée par Francis Lemarque lui-même (avec un accompagnement inattendu de style techno-pop) et publiée sur le CD Mes années 50 sorti en 1996.
En novembre 1962 est parue sous le titre Que sont devenues les fleurs ?, une version différente, chantée par Dalida. Son texte plus concis condense en quatre strophes seulement le cycle complet des six strophes de P. Seeger et J. Hickerson (si on inclut la répétition de la première à la fin). Cette adaptation est généralement attribuée à Guy Béart, qui n'est toutefois pas crédité sur le disque.
La chanson a aussi été interprétée par Renata Litvinovna dans son court-métrage pacifiste When Will You Ever Learn? tourné à Paris en juin 2022 à la suite de l’invasion de l'Ukraine par la Russie.
La chanson a aussi été interprétée par Aliocha Schneider et Pomme lors de la 50ème Cérémonie des César, le vendredi 28 février 2025.